# Ґеорґ Беднорц
Йоханнес Георг Беднорц (нім. Johannes Georg Bednorz; нар. 16 травня 1950, Нойенкірхен, ФРН) — німецький фізик. Лауреат Нобелівської премії з фізики (спільно з Карлом Александром Мюллером) в 1987 році за відкриття високотемпературної надпровідності.

## Коротка біографія
Після закінчення школи та підготовчого курсу для вступу в університет (Abitur) в гімназії «Мартінум» у місті Емсдеттен, Беднорц надходить в 1968 р. в Вестфальський Університет Вільгельма в місті Мюнстер. Так як він відчував себе незручно серед величезного числа студентів, а також через те, що він не витримав вступної контрольної роботи для допуску до хімічних лабораторних робіт, він поміняв собі спеціальність на мінералогію. Свою дипломну роботу він написав під керівництвом професора Вольфганга Гоффмана в області кристалографії по темі синтетичних перовскитів.
Влітку 1972 року Беднорц вперше працював у дослідницькій лабораторії IBM в Цюриху (Швейцарія) як студент-практикант. Через рік він ще раз пройшов там практику, і в 1974 році, протягом шести місяців під керівництвом Ганса Йорга Шеєле, проводив в тій же лабораторії експерименти для своєї дипломної роботи з опису та зростання кристалів перовскитів (SrTiO3).
У 1977 році, після того як він провів ще один рік в Мюнстері, Беднорц почав роботу над дисертацією в «лабораторії фізики твердого тіла» у Вищій Технічній Школі Цюриха під керівництвом професора Хайн Греніхера та Олександра Мюллера.
Після початку в 1982 році роботи в IBM, він приступив до 1983 р., Спільно з Мюллером, до роботи по високотемпературної надпровідності в кераміках на основі оксидів міді. Вони систематично перевіряли нові матеріали в надії на те, що ці матеріали могли бути надпровідниками. У 1986 р. їм вдалося виявити надпровідність в барій-лантан-мідному оксиді при температурі 35 К (-238 °C) — на 12 К більше, ніж температура надпровідності, досягнута коли-небудь раніше. За цю роботу їм була присуджена Нобелівська премія з фізики за 1987 рік.